# Sinkovits-Vitay András

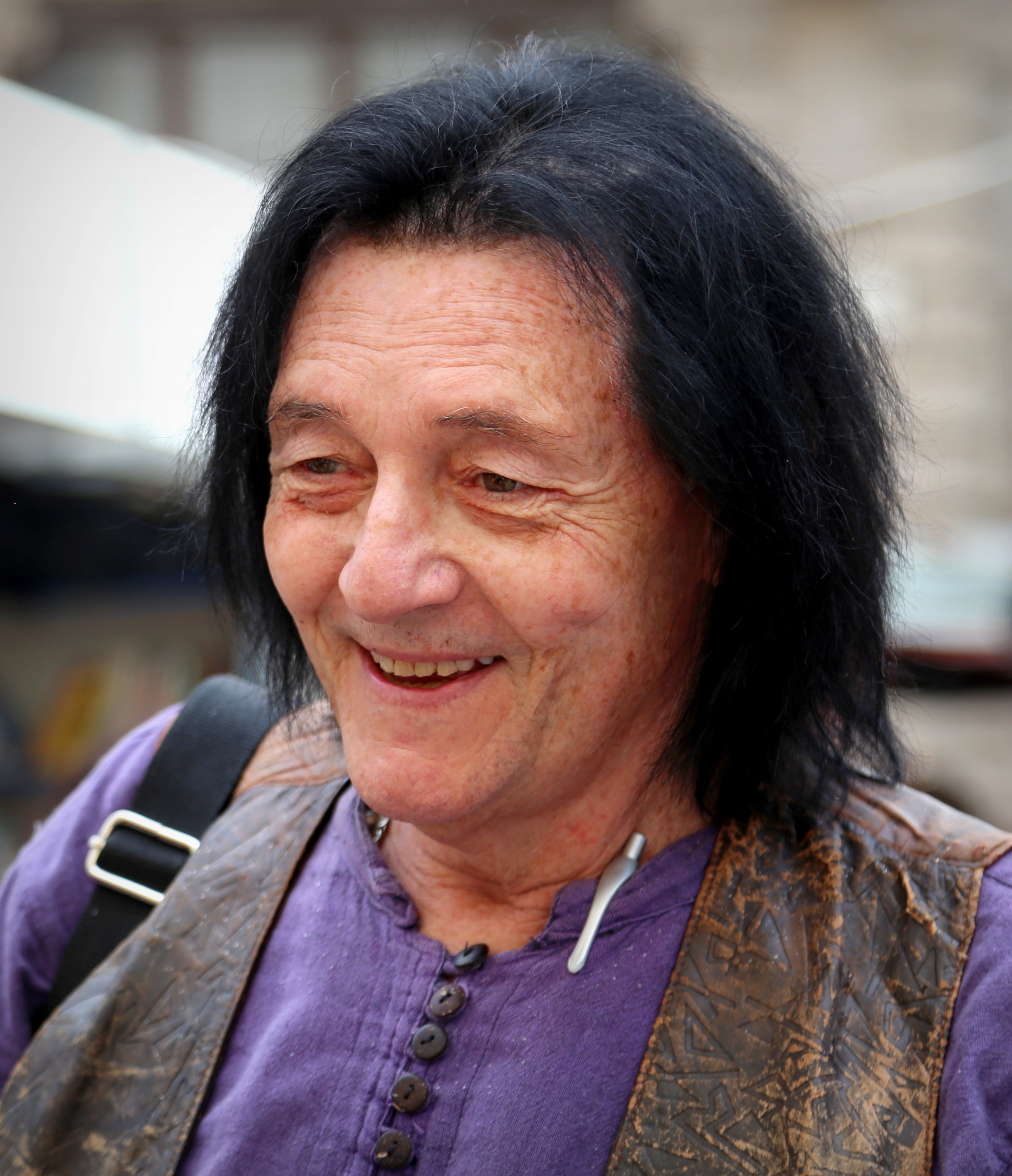
A 2018-as Szent István Könyvhéten

Sinkovits-Vitay András, korábban Vitay András (Budapest, 1952. április 13. –) magyar színész, előadóművész. Édesapja: Sinkovits Imre, édesanyja: Gombos Katalin színművész, húga: Sinkovits Mariann színművész.

## Életpálya
1976-ban végzett a Színház- és Filmművészeti Főiskolán. 1976–77-ben a bécsi Max Reinhardt Szemináriumban tanult, és a Theater an der Wien gyakorlatos tagja is volt, végül a veszprémi Petőfi Színházhoz szerződött. 1980–81-ben a Pécsi Nemzeti Színház tagja volt. 1981-től 1984-ig a nyíregyházi Móricz Zsigmond Színházban, 1984 és 1988 között pedig a József Attila Színházban játszott. Ezekben az években a Színház- és Filmművészeti Főiskolán színházelméletet is tanult. 1990 óta szabadfoglalkozású színművész. Gyakran szerepelt külföldön is.
Édesapjával, Sinkovits Imrével 15 évig járták a világot a „Lélekben összenőve” című előadásukkal.
Tagja a Szent György Lovagrendnek, a Szent Korona Lovagrendnek és a Vitézi Rendnek.

## Színpadi szerepei
- Vörösmarty Mihály: Csongor és Tünde… Csongor
- Bulgakov: Fehér karácsony… Nyikolaj
- Dalmiro Saenz–Fülöp Kálmán–Wolf Péter: Ez aztán szerelem (rockopera)… Juan
- Braginszkij–Rjazanov: Ma éjjel megnősülök… Péter
- Kleist: Amphytrion… Jupiter
- Shakespeare: Sok hűhó semmiért… Benedetto
- Alexandre Dumas–Fülöp–Wolf: Három a testőr… D’Artagnan
- Németh László: A két Bolyai… János
- Balázs József: A bátori advent… Ismeretlen férfi
- Krúdy Gyula–Kapás Dezső: Rezeda Kázmér szép élete… Regényes
- Dosztojevszkij: Ördögök… Fetyka
- William Shakespeare: Vízkereszt, vagy amit akartok… Orsino
- Edward Albee: Nem félünk a farkastól… Nick
- Balázs József: A homok vándorai… Katona III.
- Ratkó József: Segítsd a királyt… Csete
- Rachmanov: Viharos alkonyat… Bocsarov
- Sütő András: Káin és Ábel… Káin
- Slowacki: Mazeppa… Mazeppa
- Dóczi: A csók… Adolár
- Shakespeare: Macbeth… Macduff
- Móricz Zsigmond: Odysseus bolyongásai… Telemachos
- Beaumarchais: Figaro házassága… Almaviva
- Strouse–Conden–Green–Adams: Taps… Bill
- Suppé: Boccaccio… Scalza mester
- Rose–Furber–Gray: Me and my girl… Charles
- Antoine de Saint-Exupéry: A kis herceg… Énekes narrátor
- Jaroslav Hašek: A Svejk… Lucas
- John Steinbeck: Egerek és emberek… Curley
- Kompolthy: Ördögök… Fegyenc Fegyka
- Kiss Dénes: Héterősek… Alstrázsa és hadsereg
- Madách Imre: Mózes… Az ifjú Mózes
- Bertolt Brecht–Kurt Weill: Koldusopera… Filch
- Weöres Sándor: A kétfejű fenevad… Monti-Perger Salom
- Szirmai Albert–Bakonyi Károly: Mágnás Miska… Baracs mérnök
- Carlo Goldoni: Mirandolina… Fabrizio
- George Bernard Shaw: A hős és a csokoládékatona… Szergej
- Zsigmond Dezső: Hetedíziglen (A ház emlékei)…Dénes
- Cs. Szabó István–Szürke Bagoly: Két kicsi hód… Nagy Toll

## Filmjei

### Játékfilmek
- Petőfi ’73 (1972) – Petőfi Sándor
- Az idők kezdetén (1975)
- Ha megjön József (1976) – Fiatalember
- Honfoglalás (1996)

### Tévéfilmek
- Csillagok változása (1975)
- A nagyenyedi két fűzfa (1979)
- A Sipsirica 1–2. (1980)
- Petőfi 1–6. (1981)
- Mint oldott kéve 1–7. (1983)
- Csongor és Tünde 1–2. (1986)
- Linda (1989)
- A próbababák bálja (1991)
- Frici, a vállalkozó szellem (1993)
- Szent Gellért legendája (1994)
- Devictus Vincit (1994)
- Ábel Amerikában (1998)
- Szomszédok (1987–1999)
- Kisváros (1994–2001)

## Szinkron

### Filmek
- A Gyűrűk Ura (The Lord of The Rings) – A Gyűrű Szövetsége (Sean Bean/Boromir)
- A Gyűrűk Ura (The Lord of The Rings) - A Két torony (Sean Bean/Boromir)
- X-men - a kívülállók (Hugh Jackman/Logan/Farkas)
- X-men - 2  (Hugh Jackman/Logan/Farkas)
- X-men - az ellenállás vége (Hugh Jackman/Logan/Farkas)
- X-men - Kezdetek: Farkas
- Logan 2017 (Hugh Jackman/Logan/Farkas)
- Robotzsaru 6
- Háború és béke (Anatole)
- Mary Poppins
- Dick Van Dyke (Bert)
- A tábornok
- James Bond: Gyémántok az örökkévalóságnak
- A Keresztapa (Johnny Fontane)
- A Keresztapa II. (Johnny Ola)
- Mussolini végnapjai (Pedro)
- A taxisofőr (Utas)
- A gyilkos bálna (Paul)
- Mad Max (Toecutter)
- Az igazak (Gordon Cooper)
- Hegylakó (Sunda Kastagir)
- Oltári nő (Bobby, a negyedik vőlegény)
- Pereld a nőt
- Már megint bérgyilkos a szomszédom!
- Rendőrakadémia 6
- Vigyázat, vadnyugat! (Tim, az asztalos)
- Brian élete (Napkeleti bölcs 2)(Járókelő)(Harry)
- Banános Joe
- Tortúra (J.T. Walsh/Sherman Douglas járőr)
- A sziget (Sean Bean/Merrick)
- Halálos fegyver
- Drágám, add az életed! (Narrátor)
- Gyilkos lövés (Harvey)
- Született július 4-én (Rokkant a miami gyűlésen) (Katona a szakaszban, Vietnamban)
- Tango és Cash (Slinky, Tango cellatársa)
- Arachnophobia – Pókiszony (Miguel Higueras)
- Cinikus hekus (Chuck Newty)
- Ébredések
- Hiúságok máglyája (Sherman McCoy)
- Stephen King: Az, Richard „Richie” Tozier
- Grand Canyon (Mack)
- Az 57-es utas (Charles Rane)
- Ál/Arc (Dietrich Hassler)
- Ha eljön Joe Black
- Dilisek vacsorája
- Barb Wire
- Texasi igazság (Peter Strauss)
- Vigyázat
- Száguldó erőd
- Final Fantasy: A harc szelleme
- Perry Mason (bíró az egyik epizódban)
- … és több Jean-Claude van Damme-film
- A szerelem Harley Davidsonon érkezik
- Sorsjegyesek (rendőr)
- 40 nap, 40 éjszaka
- Csak Ön után
- Hangyák a gatyában (Florian apja)
- Muszklimikulás (Tudós)
- Szuperhekus kutyabőrben
- Rossz vér (Sean Bean/Frank Stinson)
- A tökös, a török, az őr meg a nő (Mustapha Amel, 'A Török')
- Kövesse a tevét! (Bradshaw kapitány)

### Dokumentumfilmek
- Angyalok citeráján
- Deák Ernő-portré
- A Feltámadott - a Feltámadás története a Szentírás alapján
- A Hegyi-család Székelyudvarhelyen
- Nagypénteki passió
- Szél hozott és szél visz el

### Sorozatok
- Jóbarátok (Friends) Chandler - Matthew Perry
- X-men – trilógia
- Futballistafeleségek
- Marina a kis hableány - Herceg
- Halló, halló! – Crabtree biztos úr
- Majd a komornyik – Jeeves
- Jake és a Dagi – Jake
- Gyilkos sorok – Mr.Morrison
- Magnum
- Rex felügyelő
- Te vagy az életem (Sos mi vida)
- Rozsomák - Rozsomák (animesorozat)
- X-Men - Rozsomák (animesorozat)
- Egyszer volt, hol nem volt… az ember - Péter (rajzfilmsorozat)

### Videójátékok
- Atlantis II